# Petum u Bergi
Patum de Berga (katalonski za „Tamburanje u Bergi”) ili jednostavno La Patum je popularni festival u katalonskom gradu Bergi čije podrijetlo se može pratiti do srednjovjekovnih fešti i parada koje prate proslavu Tijelova. Patum u Bergi se sastoji od kazališne predstave i povorke raznih figura ulicama tog katalonskog grada sjeverno od Barcelone. Proslava se održava svake godine tijekom tjedna Tijelova, između kraja svibnja i kraja lipnja. 
Izvanredna sjednica Općinskog vijeća, izgled Tabal-a (veliki i simbolični festivalski bubanj koji predsjeda svečanosti) i Quatre Fuets najavljuju svečanosti. Tijekom sljedećih dana odvijaju se brojne svečanosti od kojih su najvažnije povorke, ceremonijalni Patum, dječji Patum i puni Patum. Taba (tamburin), Cavallets (konjanici od papir-mašea), Maces (demoni koji mašu buzdovanima i bičevima), Guites (zmajevi-mazge), orao (L'Àliga), divovski patuljci (Els Gegants), Plens (vatreni demoni) i divovi odjeveni kao Saraceni (Els Turcs) paradiraju u slijedu koji nastavljaju akrobatski trikovi, vatromet i širenje glazbe među veselom publikom. Svi ovi likovi pridružuju se konačnom plesu, Tirabol-u. 

Patum od Berge sačuvao je svoju mješavinu profanih i vjerskih obilježja kroz stoljeća (prvi je zabilježen 1454. god.), zbog čega je još 1983. god. proglašen za nematerijalnu baštinu Katalonije, te upisan na UNESCO-ov popis nematerijalne svjetske baštine u Europi 2008. godine.

## Korijeni
Korijeni Petuma su u pretkršćanskim proslavama ljetne dugodnevnice. Poslije je tom običaju dano kršćansko obilježje i simbolika kao dio tijelovskih proslava. U Bergi najstariji sačuvani zapis o tijelovskoj procesiji datira iz 20. svibnja 1454. godine. Festival je evoluirao i u srednjem vijeku utjelovio je elemente pučkog i vjerskog kazališta, što je dovelo do jedinstvene mješavine divova, vragova, anđela i inih čudnih likova.
Petum je običaj koji je zanimljiv antropolozima i folkloristima.

## Vanjske poveznice

### Sestrinski projekti
|  | Zajednički poslužitelj ima još gradiva o temi Petum u Bergi |

### Mrežna sjedišta
- Stranice o La Patumu (šp.)
- video La Patuma  Arhivirana inačica izvorne stranice od 21. svibnja 2008. (Wayback Machine)